# Церкевник
Церкевник (пол. Cerkiewnik, нім. Münsterberg) — село в Польщі, у гміні Добре Място Ольштинського повіту Вармінсько-Мазурського воєводства.
Населення — 432 особи (2011).

## Демографія
Демографічна структура станом на 31 березня 2011 року:
|          | Загалом | Допрацездатний вік | Працездатний вік | Постпрацездатний вік |
| -------- | ------- | ------------------ | ---------------- | -------------------- |
| Чоловіки | 203     | 50                 | 140              | 13                   |
| Жінки    | 229     | 48                 | 140              | 41                   |
| Разом    | 432     | 98                 | 280              | 54                   |